# Confederazione Italiana Sindacati Lavoratori

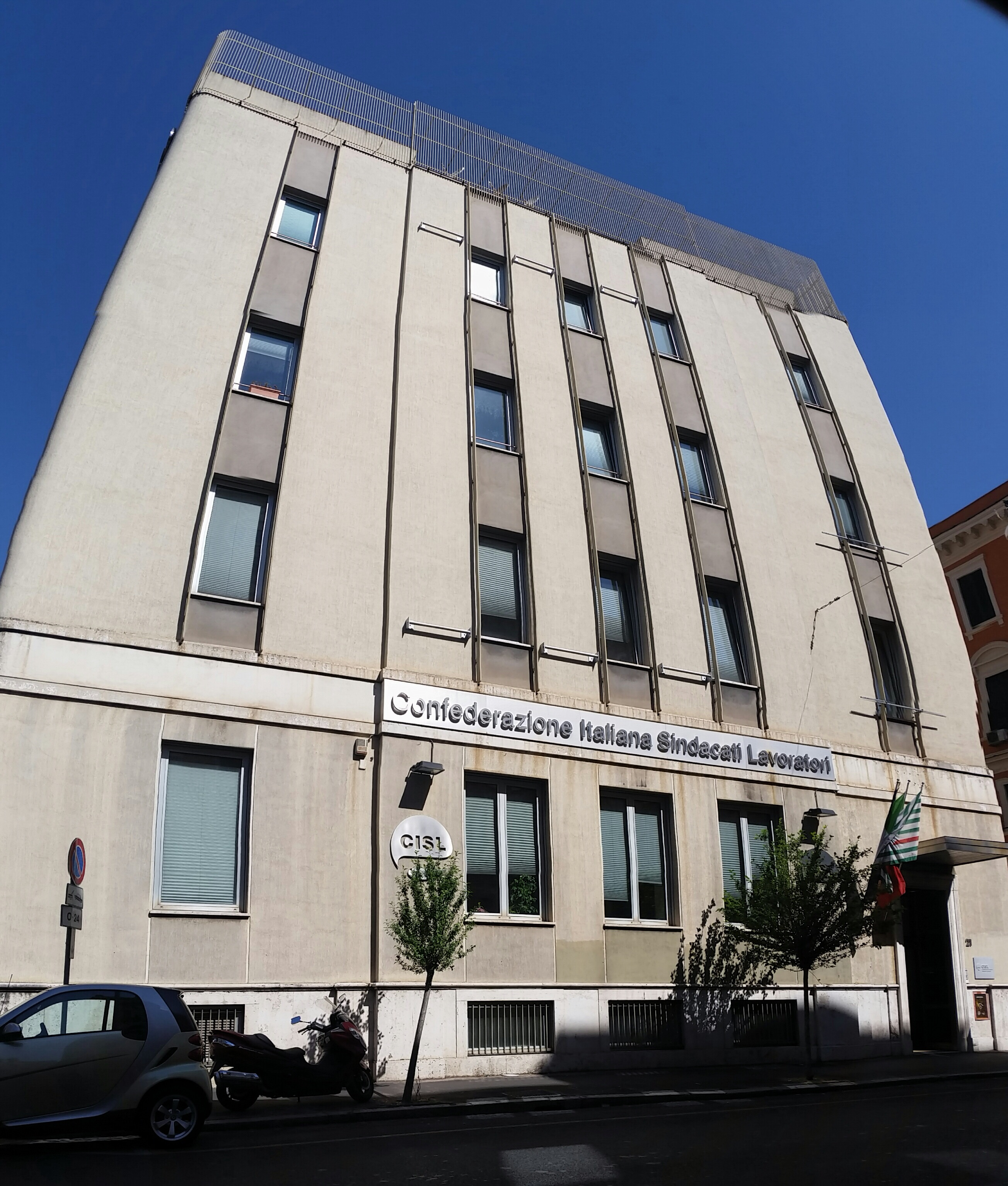
Confederazione Italiana Sindacati Lavoratori, Hauptsitz in Rom (2015)

Die Confederazione italiana sindacati lavoratori (CISL) ist ein italienischer Gewerkschaftsbund. Er entstand 1948, als sich die 1944 als Einheitsgewerkschaft von Kommunisten, Sozialisten und Christdemokraten gegründete CGIL der Kommunistischen Partei Italiens annäherte. Die Christdemokraten trennten sich von der CGIL und gründeten mit der CISL einen eigenen Gewerkschaftsbund mit einer klaren christlichen Ausrichtung entsprechend der katholischen Soziallehre, wobei er jedoch erklärterweise konfessionell und politisch unabhängig blieb.
Die CISL zählt mit 4,5 Millionen Mitgliedern zu den drei größten Gewerkschaftsbünden. Sie ist in allen Bereichen der Wirtschaft vertreten, wobei der Schwerpunkt jedoch auf dem öffentlichen Sektor liegt.
Die CISL ist Mitglied des  Internationalen Gewerkschaftsbundes (IGB) und des  Europäischen Gewerkschaftsbundes (EGB). In der Mitgliederliste des IGB wird die Mitgliedschaft mit 4.507.346 angegeben (Stand: November 2017).
Der SGB/CISL (Südtiroler Gewerkschaftsbund) ist der zweisprachige Südtiroler Ableger der CISL.
Der erste Nationale Sekretär (Vorsitzende) der CISL war Giulio Pastore (1950–1958). Weitere wichtige Anführer waren Pierre Carniti (1979–1985), Franco Marini (1985–1991), Sergio D’Antoni (1991–2000) und Raffaele Bonanni (2006–2014). Viele CISL-Funktionäre gingen auch in die Parteipolitik – in der Regel für die Democrazia Cristiana – und wurden Abgeordnete oder Minister. Die erste Frau an der Spitze des Verbands war Annamaria Furlan (2014–2021). Seit 2025 wird die CISL von Daniela Fumarola geführt.

## Organisation
Der Gewerkschaftsbund besteht aus 19 Gewerkschaftsföderationen:
- FAI: Federazione agricola alimentare ambientale industriale
- FEMCA: Federazione energia, moda, chimica e affini
- FLAEI: Federazione lavoratori aziende elettriche italiane
- FIBA: Federazione italiana bancari e assicurativi
- FILCA: Federazione italiana lavoratori costruzioni e affini
- FIM: Federazione italiana metalmeccanici
- FISTEL: Federazione dello spettacolo, informazione e telecomunicazioni
- UGC: Unione generale coltivatori
- FPS: Federazione dei lavoratori pubblici e servizi
- CISL Scuola: Sindacato della scuola
- SLP: Federazione dei lavoratori delle poste
- FIT: Federazione italiana trasporti
- FISASCAT: Federazione italiana addetti servizi commerciali, affini e turismo
- FNP: Federazione nazionale pensionati
- FIR: Federazione innovazione e ricerca
- CISL Università: Sindacato dell’Università
- SINALCO: Federazione vigili del fuoco
- CLACS: Coordinamento lavoratori autonomi del commercio e servizi
- CISL Medici: Sindacato dei medici